# Patrice Jankowski
Patrice Marie Jankowski z domu Anderson (ur. 22 listopada 1959 w Duluth) – amerykańska biathlonistka. W Pucharze Świata zadebiutowała 21 stycznia 1988 roku w Anterselvie, zajmując dziewiąte miejsce w sprincie. Tym samym już w swoim debiucie zdobyła pierwsze pucharowe punkty. Nigdy nie stanęła na podium zawodów indywidualnych, jednak 24 stycznia 1988 roku w Anterselvie wspólnie z Nancy Bell-Johnstone i Pam Nordheim zwyciężyła w sztafecie. Najlepsze wyniki osiągnęła w sezonie 1987/1988, kiedy zajęła 16. miejsce w klasyfikacji generalnej. W 1988 roku wystąpiła na mistrzostwach świata w Chamonix, gdzie zajęła 37. miejsce w biegu indywidualnym, 36. miejsce sprincie i dziewiąte w sztafecie. Była też między innymi czwarta w biegu drużynowym i szósta w sztafecie podczas mistrzostw świata w Mińsku/Oslo w 1990 roku. Brała też udział w igrzyskach olimpijskich w Albertville w 1992 roku, gdzie uplasowała się na 42. pozycji w biegu indywidualnym.

## Osiągnięcia

### Igrzyska olimpijskie
| Rok  | Miejscowość | Konkurencje | Konkurencje | Konkurencje | Konkurencje | Konkurencje | Konkurencje | Konkurencje |
| Rok  | Miejscowość | IN          | SP          | PU          | MS          | RL          | MR          | SR          |
| ---- | ----------- | ----------- | ----------- | ----------- | ----------- | ----------- | ----------- | ----------- |
| 1992 | Albertville | 42.         | –           | nd.         | nd.         | –           | nd.         | –           |

### Mistrzostwa świata
| Rok  | Miejscowość | Konkurencje | Konkurencje | Konkurencje | Konkurencje | Konkurencje | Konkurencje | Konkurencje |
| Rok  | Miejscowość | IN          | SP          | PU          | MS          | RL          | MR          | SR          |
| ---- | ----------- | ----------- | ----------- | ----------- | ----------- | ----------- | ----------- | ----------- |
| 1988 | Chamonix    | 37.         | 36.         | nd.         | nd.         | 9.          | nd.         | –           |
| 1989 | Feistritz   | 33.         | 28.         | nd.         | nd.         | –           | nd.         | –           |
| 1990 | Mińsk/Oslo  | 33.         | 13.         | nd.         | nd.         | 6.          | nd.         | –           |
| 1991 | Lahti       | 41.         | 16.         | nd.         | nd.         | –           | nd.         | –           |

### Puchar Świata

#### Miejsca w klasyfikacji generalnej
| Sezon     | Miejsce |
| --------- | ------- |
| 1987/1988 | 16.     |
| 1988/1989 | -       |
| 1989/1990 | 39.     |
| 1990/1991 | 58.     |
| 1991/1992 | 70.     |
| 1992/1993 | 75.     |